# مسجدلو (گرمی)
مسجدلو یک روستا در ایران است که در دهستان انگوت غربی واقع شده‌است. مسجدلو ۲۲ نفر جمعیت دارد.